# Тормозной гак
Тормозной гак или посадочный гак — элемент взлётно-посадочного устройства самолёта, представляющий собой вытянутый стержень с крюком, предназначенным для захвата троса аэрофинишёра и остановки самолёта при посадке на палубу авианесущего корабля или укороченную взлётно-посадочную полосу, а также при аварийной посадке или прерванном взлёте с аэродрома.

## История
18 января 1911 года американский лётчик-самоучка Юджин Эли совершил первую в истории посадку на палубу броненосца «Пенсильвания» на своём самолёте-биплане компании Curtiss. Для этой посадки Эли и авиатор Хью Робинсон изобрели тормозной гак, который цеплялся за тросы, растянутые поперёк полосы и привязанные к мешкам с песком — так осуществлялось торможение. Корабли, с которых взлетал Эли, не были авианосцами, но его полёты способствовали «восприятию» возможностей зарождающейся палубной авиации военными.

## Описание
Тормозной крюк, как правило, выполнен в виде металлического стержня, называемого штангой (силовой элемент), на конце которой имеется захват (улавливаемый элемент), а противоположный конец  штанги закреплён в хвостовой части фюзеляжа с возможностью поворота вокруг поперечной оси летательного аппарата (ЛА). Редко используется конструкция, в которой крепящий конец штанги выполнен в виде траверсы, два плеча которой крепятся соосно снаружи бортов хвостовой части фюзеляжа.
Перед заходом самолёта на посадку гидравлический привод поворачивает крюк из убранного в выпущенное положение, в котором выпущенный конец тормозного крюка с захватом расположен ниже фюзеляжа ЛА так, что к моменту приземления траектория выпущенного конца тормозного крюка проходит ниже траектории любой точки ЛА.
При посадке самолёта на палубу тормозной крюк зацепляется захватом за один из нескольких тросов, натянутых поперёк посадочной полосы на высоте 10—12 см.
Амортизатор тормозного крюка демпфирует отклонения тормозного крюка. Каждый трос является улавливающим элементом аэрофинишёрной машины (стационарной части тормозного устройства), включающей два барабана. Тормозящее действие аэрофинишёрной машины заключается в том, что ЛА после зацепления за трос пробегает по палубе не более 90 м, вытягивая при этом из барабанов аэрофинишёрной машины петлю троса.
После остановки ЛА трос отцепляется от захвата, медленно наматывается на барабаны аэрофинишёрной машины и принимает исходное (натянутое между двумя опорными шкивами) положение, а тормозной крюк устанавливается гидроприводом в убранное положение.

## Галерея
- F/A-18E «Super Hornet» с выпущенным гаком
- Тормозной гак на Rafale
- Посадка с выпущенным гаком
- Российский палубный истребитель Су-33
- Пятка гака в зацепе с тросом
- Историческая посадка на палубу броненосца «Пенсильвания», 1911 г.